# Сікайн (область)
Сікайн (Сагайн) — область  М'янми на північному заході країни, між штатами Чин, Качин, Шан, межує з індійськими штатами Аруначал-Прадеш, Нагаленд і Маніпур. 
Населення — 5 840 971 чол. 
Щільність населення — 61,73 чол./км². 
Адміністративний центр — місто Сікайн.

## Історія
Сікайн став в 1315 році столицею незалежної держави Шан, що набуло чинності після падіння Пагана. В 1364 році онук правителя переніс столицю в місто Ава.
Міста Сікайн і Мінгун, що знаходяться недалеко від Мандалая, становлять велику культурно-історичну цінність і відвідуються туристами.

## Адміністративний поділ
Область складається з 198 сіл і селищ, 38 міст і восьми округів:
- Кхамт [en]
- Калі
- Катха [en]
- Моле[en]
- Моун'юа[en]
- Сікайн
- Шуебо[en]
- Таму[en]

Найбільші міста: — Сікайн, Калі, Мінгун, Моун'юа, Шуебо і Могок.

## Демографія
Бірманці переважають в даному окрузі в сухих регіонах і вздовж залізниці Мандалай — М'їчина. Шани і чини населяють території, прилеглі до відповідних національних округів. Чимало нага населяють територію поблизу індійського кордону зі штатом Нагаленд.

## Економіка
Основним заняттям є сільське господарство, преімуществеено вирощується рис, культивується також пшениця, сезам, горіх, бавовна і тютюн. У лісах ведуться заготівлі деревини (тик). Збереглося чимало лісів.
Розробляються золото, вугілля, сіль, в невеликих кількостях є нафта.
| М'янма | Це незавершена стаття з географії М'янми. Ви можете допомогти проєкту, виправивши або дописавши її. |